# Stati del Sacro Romano Impero (O)
Questo è un elenco degli stati del Sacro Romano Impero, inizianti per la lettera O:
| Nome | Tipologia                                                                                           | Provincia                | Seggio | Formazione                                                                                                 | Note |
| --- | --------------------------------------------------------------------------------------------------- | ------------------------ | ------ | --- | --- |
| Oberbronn | Contea                                                                                              |                          |        | 1622: Divisa da Leiningen                                                                                  | 1665: Annessa a Rickingen |
| Abbazia di Oberehnheim | Libera Città Imperiale                                                                              |                          |        | | |
| Obermünster | Abbazia                                                                                             | Provincia Bavarese       | RP     | | 1500: Provincia Bavarese 1793: Consiglio dei Principi |
| Obernai | Città Imperiale                                                                                     | Provincia dell'Alto Reno |        | | 1648: Annesso alla Francia |
| Oberried | Prevostato                                                                                          |                          |        | | |
| Oberstein | Signoria del Sacro Romano Impero Contea del Sacro Romano Impero                                     |                          |        | | 1682: Estinzione della linea |
| Ochsenhausen | 1391: Abbazia                                                                                       | Provincia Sveva          |        | | 1495: Diventa "reichsfrei" (territorialmente indipendente) 1793: Consiglio dei Principi 1803: Secolarizzato 1806: Annessa al Württemberg |
| Odenheim | Prevostato                                                                                          | Provincia dell'Alto Reno |        | | |
| Offenburg | Città Imperiale                                                                                     | Provincia Sveva          | SW     | 1289 | 1803: al Baden |
| Olbruck | Signoria del Sacro Romano Impero                                                                    |                          |        | | |
| Olanda | X sec.: Contea del Sacro Romano Impero 1806-1810: Regno d'Olanda                                    |                          |        | c1150: Divisa dal Vescovato di Utrecht                                                                     | 1064: prima menzione dell'Olanda in un documento storico c1100: Per la prima volta viene utilizzato il titolo di Conte d'Olanda 1299: viene unita con la Contea di Hainaut 1349-1433: ai Wittelsbach di Baviera 1433-1482: al Ducato di Borgogna; l'Olanda è la più forte delle Province Unite, ma è una repubblica; la casa d'Orange diventa ereditaria in Olanda con il titolo di stadholder 1482-1581: agli Asburgo 1512: Provincia borgognona 1813: Regno dei Paesi Bassi |
| Oldenburg Granduca di Oldenburg, Erede in Norvegia, Duca di Schleswig, Holstein, Stormarn, Ditmarshes e Oldenburg, Principe di Lubecca e Birkenfeld, Signore di Jever e Kniphausen | Contea 1774: Ducato 1829: Granducato                                                                | Provincia del Basso Reno | PR     | 1101 | 1181: i Conti ottengono il rango di Principi del Sacro Romano Impero 1667: Estinzione della linea principale di Oldenburg 1676: a Cristiano V di Danimarca 1773: al Granduca Paolo di Russia 1871: Aderisce all'Impero Tedesco |
| Oppeln | Ducato                                                                                              |                          |        | | |
| Orange | 1000: Contea 1173: Principato 1376: Principato del Sacro Romano Impero                              | Provincia dell'Alto Reno |        | 1000: Diviso dalla Contea di Provenza                                                                      | 1150: Divisione in due linee principesche 1289: Linee riunite 1417: alla dinastia di Chalon 1530: alla dinastia di Nassau 1660-1665: 1673-1702: Occupazione francese 1713: alla Francia |
| Orange-Nassau vedi Nassau-Orange | |                          |        | | |
| Orlamünde | Contea                                                                                              |                          |        | 1032 | 1015: Annessa al Weimar |
| Orlamünde | Contea                                                                                              |                          |        | 1170: Divisa da Ballenstädt                                                                                | Divisa diverse volte 1411: Annessa a Meißen |
| Orlamünde-Gräfenthal | Contea                                                                                              |                          |        | 1295: Divisa da Orlamünde                                                                                  | 1321: Divisa in Orlamünde-Lauenstein, Orlamünde-Weimar e Orlamünde-Wiehe |
| Orlamünde-Gräfenthal-Lichtenkamm | contea                                                                                              |                          |        | 1406: Divisa da Orlamünde-Lauenstein                                                                       | 1426: Annessa a Meißen |
| Orlamünde-Lauenstein | Contea                                                                                              |                          |        | 1321: Divisa da Orlamünde-Gräfenthal                                                                       | 1406: Divisa in Orlamünde-Gräfenthal-Lichtenkamm, Orlamünde-Lauenstein-Schaunforst e Orlamünde-Lichtentanne |
| Orlamünde-Lauenstein-Schaunforst | Contea                                                                                              |                          |        | 1406: Divisa da Orlamünde-Lauenstein                                                                       | 1467: Annessa al Sassonia-Wittenberg |
| Orlamünde-Lichtentanne | Contea                                                                                              |                          |        | 1406: Divisa da Orlamünde-Lauenstein                                                                       | 1460: Annessa al Sassonia-Wittenberg |
| Orlamünde-Plassenburg | Contea                                                                                              |                          |        | 1285: Divisa da Orlamünde-Weimar                                                                           | 1340: Annessa a Meißen |
| Orlamünde-Weimar | Contea                                                                                              |                          |        | 1100: Divisa da Weimar 1139: Annessa al Ballenstädt 1170: Ricreata dalla partizione 1365: Annessa a Meißen | |
| Orlamünde-Wiehe | Contea                                                                                              |                          |        | 1321: Divisa da Orlamünde-Gräfenthal                                                                       | 1372: Annessa a Meißen |
| Orsini-Rosenberg Principe di Orsini e Rosenberg, Barone di Lerchenau e Grafenstein                                                                                                 | 1681: Contea del Sacro Romano Impero (Personale) 1790: Principe del Sacro Romano Impero (Personale) | n/a                      | FR     | 1681 | 1200s: famiglia menzionata per la prima volta in un documento storico 1684: Adotta il nome di "Orsini-Rosenberg" |
| Ortenau | Langraviato                                                                                         |                          |        | | |
| Ortenburg Conte di Ortenburg, Conte e Signore di Tambach | Contea                                                                                              | Baviera                  | WT     | 1048 | 1141: primo uso del titolo di "Conte di Ortenburg" 1395: Divisa in Ortenburg-Altortenburg (estinta nel 1446), Ortenburg-Dorfbach (estinta nel 1462) e Ortenburg-Neuortenburg 1417: Stato Imperiale 1418/19: Estinzione della linea dei conti; passata ai Conti di Cilli 1500: Provincia Bavarese 1805: Ceduta alla Baviera |
| Ortenburg-Altortenburg | 1395: Contea                                                                                        |                          |        | 1395: Divisa da Ortenburg                                                                                  | 1446: Annessa a Ortenburg-Dorfbach |
| Ortenburg-Carinthia | Contea                                                                                              |                          |        | 1100s: Creata dai territori di Ortenburg e Sponheimia nel Ducato di Carinzia                               | 1660: Annessa all'Austria |
| Ortenburg-Dorfbach | Contea                                                                                              |                          |        | 1395: Diviso da Ortenburg                                                                                  | 1462: Annessa a Ortenburg-Neuortenburg |
| Ortenburg-Neuortenburg | Contea                                                                                              |                          |        | 1395: Divisa da Ortenburg                                                                                  | |
| Osnabrück Osnabruck | Vescovato                                                                                           | Provincia del Basso Reno | EC     | 783: Vescovato 1226                                                                                        | 1793: Consiglio dei Principi 1803: Secolarizzato all'Hannover 1813: Annesso all'Hannover |
| Osterberg | Signoria                                                                                            |                          |        | 1540: Diviso da Kronburg                                                                                   | 1745: Rinominato Rechberg e Rothenlöwen |
| Oettingen Ottingen | 1147: Contea 1674: Principato del Sacro Romano Impero                                               | Provincia Sveva          |        | 1141 | 1423: Divisa in Oettingen-Flochberg, Oettingen-Oettingen, Oettingen-Spielberg e Oettingen-Wallerstein 1522: Divisa in Oettingen-Oettingen e Oettingen-Wallerstein |
| Oettingen-Baldern | |                          |        | | 1798: Linea estinta; passata a Oettingen-Wallerstein |
| Oettingen-Flochberg | Contea                                                                                              |                          |        | 1423: Divisa da Oettingen                                                                                  | 1549: Annessa a Oettingen-Oettingen |
| Oettingen-Oettingen | Contea; 1674: Principato                                                                            | Provincia Sveva          |        | 1423: Divisa da Oettingen                                                                                  | 1731: Linea estinta; annessa a Oettingen-Wallerstein |
| Oettingen-Spielberg | Contea; 1734: Principato                                                                            |                          |        | 1423: Divisa da Oettingen-Wallerstein                                                                      | |
| Oettingen-Wallerstein | Contea; 1774: Principato                                                                            | Provincia Sveva          |        | 1423: Divisa da Oettingen                                                                                  | 1623/1694: Divisa in Oettingen-Baldern, Oettingen-Spielberg e Oettingen-Wallerstein |
| Ottobeuren | Abbazia                                                                                             |                          |        | | |
| Overijssel | Signoria                                                                                            | Provincia Borgognona     |        | | 1512: Provincia Borgognona |